# Subulina
Subulina es un género de pequeños caracoles tropicales terrestre que respiran aire, de la familia Subulinidae o Achatinidae, según otros taxónomos.
Subulina es el género tipo de la familia Subulinidae.

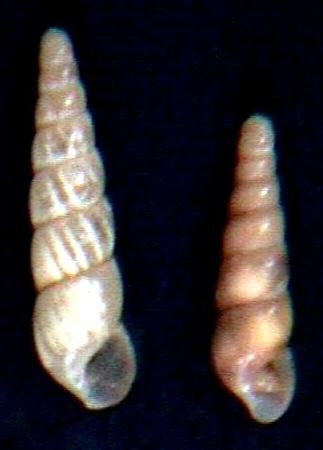
Dos conchas de Subulina octona

## Especies
El género Subulina incluye las siguientes especies:
- Subulina angustior
- Subulina mamillata
- Subulina manampetsaensis
- Subulina nevilli
- Subulina normalis
- Subulina octogona
- Subulina octona (Bruguière, 1798)[3]
- Subulina quayaquilensis
- Subulina striatella (Rang, 1831)
- Subulina sylvaticus
- Subulina usambarica K. Pfeiffer[4]